# Xu Ruoya
Xu Ruoya (1º marzo 1994) è una pallavolista cinese.
Gioca nel ruolo di schiacciatrice nello Spartak Subotica.

## Carriera

### Club
La carriera di Xu Ruoya inizia nel 2007, all'interno del settore giovanile dello Jiangsu, dove gioca per sei annate. Nella stagione 2013-14 debutta in prima squadra, esordendo in Chinese Volleyball League, conquistando lo scudetto al termine del campionato 2016-17.
Nel campionato 2019-20 emigra per la prima volta all'estero, andando a giocare nella Superliga serba con lo Spartak Subotica.

### Nazionale
Nel 2011 fa parte della selezione under 18 che vince la medaglia d'argento al campionato mondiale di categoria. Nel 2017 riceve le prime convocazioni in nazionale maggiore, conquistando il bronzo al Montreux Volley Masters.

## Palmarès

### Club
- Campionato cinese: 1

2016-17

### Nazionale (competizioni minori)
- Campionato mondiale under 18 2011
- Montreux Volley Masters 2017